# Erik Salvén
Erik Artur Salvén, född 6 maj 1889 i Högsjö socken, Ångermanland, död 19 juli 1980 i Hedvig Eleonora församling, Stockholm, var en svensk konsthistoriker och museiman.

## Biografi
Salvén var son till kyrkoherden och redaktören Arvid Salvén.
Han avlade studentexamen vid Härnösands högre allmänna läroverk 1910, filosofie kandidatexamen vid Göteborgs högskola 1915 och filosofie licentiatexamen vid Stockholms högskola 1918. Han blev filosofie doktor 1923 på en avhandling om Skogbonaden, amanuens vid Statens historiska museum samma år och anställdes vid Härnösands museum 1924. Salvén gjorde studieresor till Tyskland, Italien, Grekland, Turkiet och Österrike 1924, och blev korrekturläsare vid Musikhistoriska museet 1939.
Han var landsantikvarie i Hallands län och intendent vid Hallands Museum i Halmstad 1928–1954.
Salvén ledde konserveringsarbeten av flera kyrkor: Trönö gamla kyrka, Ramsele gamla kyrka, Alnö gamla kyrka, Ragunda gamla kyrka, Skogs kyrka, Lidens gamla kyrka, Hanhals kyrka och S:t Olofs kapell i Tylösand, samt kontrollant vid flera andra konserveringsarbeten och restaureringar. Han var generalsekreterare för Svenska Finlandsföreningars riksförbunds Fadderortsrörelsen.
Salvén invaldes 1951 i Kungliga Vitterhets Historie och Antikvitets Akademien, och var även riddare av Nordstjärneorden och Vasaorden.